# Philipp Peter Roos
Philipp Peter Roos, detto Rosa da Tivoli (Sankt Goar, 30 agosto 1657 – Roma, 17 gennaio 1706), è stato un pittore tedesco del periodo barocco.

## Biografia

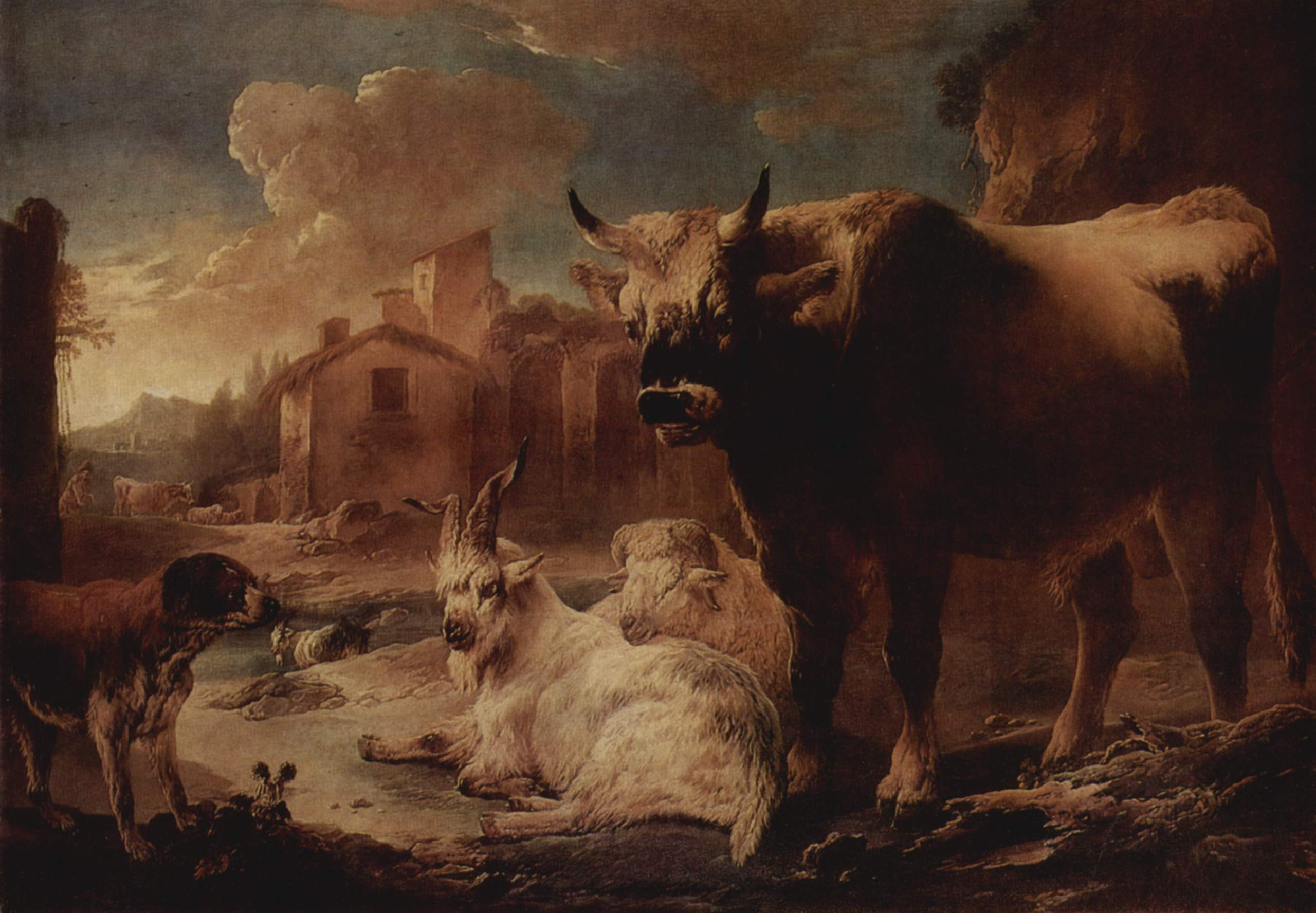
Paesaggio con bestiame (1680-1700)

Apparteneva ad una famiglia di pittori e di incisori tedeschi: suo padre era Johann Heinrich Roos, famoso pittore tedesco di animali del XVII secolo.
Giunse in Italia nel 1677, con una borsa di studio del Langravio di Assia, a condizione che ritornasse presso la sua corte. Disattendendo tuttavia le condizioni del Langravio, non ritornò più in Germania. Studiò a Roma presso Giacinto Brandi, la cui figlia Maria Isabella sposò nel 1681, dopo aver abbracciato la Fede cattolica.
Nel 1684-1685 acquistò una casa presso Tivoli, il che gli valse il nomignolo di Rosa da Tivoli.. Roos allevava gli animali e li dipingeva in questa casa sgangherata, che per questo era detta l'Arca di Noè. A partire dal 1691 visse principalmente a Roma, dove divenne membro della Schildersbent, con il soprannome di Mercurius, per la velocità con cui eseguiva i suoi dipinti e per la facilità con cui dipingeva. Questa rapidità di esecuzione gli era particolarmente utile: infatti, spesso senza denaro, dipingeva uno o due quadri che faceva vendere dal suo domestico ad un qualsiasi prezzo, per poter pagare il conto della locanda.
Visse in modo dissoluto e morì in miseria.

### Stile
La maggior parte delle sue opere rappresenta animali domestici, con i propri mandriani, nella campagna romana. Gli animali sono generalmente dipinti in primo piano e dominano la scena, mentre il paesaggio si intravede. Roos stende la sua pittura ad impasto rendendo i mantelli, la posizione e i movimenti di ogni specie con grande talento.
Negli anni intorno al 1680 l'artista generalmente ritraeva piccoli gruppi di animali (pecore e capre, spesso guidate da un caprone con corna ricurve), con i pastori di lato in abiti grezzi, accanto agli animali. Lontano, valli selvagge si alternavano a pareti scoscese, illuminate da una luce giallo-bruna; le montagne distanti erano rese con i toni dell'azzurro. Sullo sfondo spesso erano dipinte antiche rovine. Intorno agli anni '90 del XVII secolo, Roos dipinse soprattutto paesaggi.
Complessivamente i suoi quadri sono caratterizzati da un tono spettrale, tetro e selvaggio.. Inoltre Roos riusciva a trasformare motivi paesaggistici naturali in visioni insolite e ricche di movimento.
Anche se in genere quest'artista dipingeva paesaggi e animali, tuttavia era in grado di realizzare composizioni più complesse, come testimoniato dal disegno Deposizione dalla croce, ora al Jean Paul Getty Museum.
Lo stile di Roos rifletteva il suo metodo di lavorare. Era infatti caratterizzato da un utilizzo di pennellate intense, a volte quasi grossolane e da un forte contrasto tra luce e ombra. Questa personale maniera era piuttosto popolare e attrasse molti imitatori. Per questo motivo opere di altri pittori di animali furono erroneamente attribuite al Roos. Inoltre anche fratelli e figli dell'artista erano soliti dipingere gli stessi soggetti, contribuendo ad aumentare la confusione.

### Opere
- Autoritratto, 1695-1700, Galleria degli Uffizi, Firenze[3][4]
- Paesaggio con bestiame, olio su tela, 139×194 cm, 1680-1700, Museo dell'Ermitage, San Pietroburgo[8]
- Trionfo del Padri della Chiesa, olio su tela, 94x120 cm[9]
- Paesaggio con grotta, olio su tela, 97 × 81 cm, 1680-1700, Museo dell'Ermitage, San Pietroburgo[10]
- Paesaggio italiano con una capra ed una pecora, olio su tela, 84x104 cm, collezione privata[11]
- Paesaggio con capra, pecora ed un cane, olio su tela, 102x98 cm, collezione privata[4]
- Il riposo dopo la caccia, olio su tela, 57x77 cm, 1695-1996, collezione privata[4]
- Paesaggio con cascata, olio su tela, 97x82 cm, Museo dell'Ermitage, San Pietroburgo[12]
- Deposizione dalla croce, penna, inchiostro marrone e acquerello grigio su sanguigna, 34x23 cm, 1696 c., Jean Paul Getty Museum, Los Angeles[13]
- Un accampamento militare, attribuzione incerta a Phillip Peter Roos[5]
- Lupo che divora una pecora, 191x248 cm, Museo del Louvre, Parigi[7]
- Santa Genoveffa che custodisce delle pecore, olio su tela, 63x50 cm, Musée des Beaux-Arts, Nancy, attribuzione incerta[14]
- Pastore che custodisce il suo gregge, olio su tela, 96x137 cm, Musée des Beaux-Arts, Nancy[14]
- Paesaggio con armenti, olio su tela, 98x137 cm, Pinacoteca Malaspina, Pavia[15]
- Pastore con armenti, olio su tela, Museo Fortunato Calleri, Catania.
- Caccia al cervo, olio su tela, 204x254 cm, Galleria dell'Accademia di belle arti, Napoli[16]
- Toro imbizzarrito, olio su tela, 204x252 cm, Galleria dell'Accademia di belle arti, Napoli[16]